# Rusłan Zajnullin
Rusłan Faritowicz Zajnullin, ros. Руслан Фаритович Зайнуллин (ur. 14 lutego 1982 w Kazaniu) – rosyjski hokeista.

## Kariera
- Ak Bars Kazań (1997-2000)
- Nieftianik Leninogorsk (1999/2000)
- Ak Bars Kazań (1999-2002)
- Nieftiechimik Niżniekamsk (2002-2003)
- Dinamo Moskwa (2003-2004)
- Spartak Moskwa (2004-2006)
- HK MWD Bałaszycha (2006-2010)
- Dinamo Moskwa (2010-2011)
- Torpedo Niżny Nowogród (2011-2013)
- Nieftiechimik Niżniekamsk (2013)
- CSKA Moskwa (2013)
- Kubań Krasnodar (2013-2015)
- THK Twer (2015-2016)

Wychowanek szkoły UDO SDJuSSz przy klubie Ak Bars Kazań. Od 2011 zawodnik Torpedo Niżny Nowogród. W maju 2013 po raz drugi w karierze został graczem Nieftiechimika Niżniekamsk, związany rocznym kontraktem, jednak mimo tego nie zagrał w tej drużynie i we wrześniu 2013 został graczem CSKA Moskwa. Od grudnia 2015 zawodnik THK Twer.

## Sukcesy
Reprezentacyjne
- Srebrny medal mistrzostw świata juniorów do lat 18: 2000
- Złoty medal mistrzostw świata juniorów do lat 20: 2002

Klubowe
- Srebrny medal mistrzostw Rosji: 2000, 2002 z Ak Barsem, 2010 z MWD